# VRML
VRML (Virtual Reality Modeling Language; 가상 현실 모델링 언어)는 3차원 인터렉티브 벡터 그래픽을 표현하는 표준 파일 형식으로, 월드 와이드 웹을 염두에 두고 만들어 졌다. 현재는 X3D로 대체되었다.

## VRML 파일 포맷
VRML은 텍스트 파일 포맷으로, 3D 폴리곤의 버텍스와 에지 및 표면 색깔, 텍스쳐 UV 매핑, 반사 및 투명 효과 등을 표현할 수 있다. 또한 그래픽 객체들에 URL을 연결해서 사용자가 해당 객체를 선택했을 때 웹 브라우저가 웹페이지를 가져오거나 아니면 다른 VRML 파일을 인터넷을 통해 가져올 수 있도록 해준다. 애니메이션, 사운드, 빛과 같은 가상 현실의 구성요소들은 사용자나 타이머와 같은 외부 이벤트와 상호작용할 수 있다. 그리고 스크립트 노드를 통해 자바나 ECMA스크립트와 같은 프로그램 코드를 VRML 파일에 넣을 수 있다.
VRML 파일은 보통 "월드(world)"라 불리고 *.wrl 확장자를 갖는다(예: island.wrl). VRML 파일은 텍스트 파일 포맷이기 때문에 gzip을 통해 압축이 잘되어 인터넷을 통한 더 빠른 전송을 가능케 한다. Gzip으로 압축된 VRML 파일은 보통 *.wrz 확장자를 갖는다. 대부분의 3D 모델링 프로그램들은 VRML 포맷을 지원한다.

## 표준
VRML 포맷은 Web3D 컨소시엄에서 개발되었다. VRML과 이를 계승하는 X3D는 ISO에 의해 국제 표준으로 지정되었다.
VRML의 최초 버전은 1994년 11월에 발표되었다. VRML의 모든 기능을 포함하는 가장 최신 버전은 VRML97(ISO/IEC 14772-1:1997)이다. 현재는 X3D(ISO/IEC 19775-1)가 VRML을 계승 및 대체했다.

## 대체 기술
- 3DMLW: 3D Markup Language for Web
- COLLADA: 크로노스 그룹에서 관리중
- O3D: 구글이 개발함
- U3D: Ecma 국제 표준 ECMA-363
- Unity3D: 브라우저 플러그인으로 온라인 상에서 사용할 수 있는 게임 엔진
- X3D: VRML 대체 기술

## 같이 보기
- 액티브 월드
- 메시랩
- STL (파일 포맷)
- WebGL
- WebXR

## 참고자료
1. ↑  Paul Festa and John Borland (2005년 5월 19일). “Is a 3D web more than just empty promises?”. 《CNET News.com》. 2009년 11월 12일에 원본 문서에서 보존된 문서. 2014년 1월 26일에 확인함.
2. ↑  “Version 1.0 Specification”. Web3d.org. 2010년 2월 23일에 확인함.